# الخروبة (مالقة)
بلدية الخَرُّوبة أو الخَرُّوب أو (نقحرة: ألغاروبو) (بالإسبانية: Algarrobo) هي بلدية تقع في مقاطعة مالقة التابعة لمنطقة أندلوسيا جنوب إسبانيا.

## الديموغرافيا
بلغ عدد سكان بلدية الخَرُّوبة 6.539 نسمة عام 2011 (وفقاً للمعهد الوطني الإسباني للإحصاء).
| 4.735 | 4.861 | 4.823 | 5.275 | 5.907 | 6.219 | 6.539 |